# 多眼蝶
多眼蝶（學名：Kirinia epaminondas），是屬於蛺蝶科眼蝶亞科的一種蝴蝶，是多眼蝶屬的一種。分佈於東亞，模式產地為俄羅斯阿穆爾南部地區。

## 分佈
分佈於中國（黑龍江、遼寧、山東、山西、河南、甘肅、陝西、湖北、四川、浙江、江西、福建）、俄羅斯阿穆爾、韓國及日本。

## 外型
翅膀呈暗褐色，前翅佈滿不顯著的淡黃褐色斑紋，翅面近頂角有一個小黑斑。後翅有不明顯的淡黃色斑，亞外緣有6個黑斑，各外圍有黃環。雙翅翅底的花紋皆比翅面清淅明顯，翅面的黑斑在翅底則為中心有白色瞳點的眼斑。

## 習性
生活於海拔1000至1400米的山地和林區。幼蟲的寄主為禾本科植物，包括早熟禾屬的細葉早熟禾和烏庫早熟禾、短柄草屬的植物等。

## 腳註
1. ↑  Staudinger, 1887. Neue Arten und Varietäten von Lepidopteren aus dem Amur-Gebiete in Romanoff, Mém. Lépid. 3 : 150, pl. 17, f. 1-2
2. ↑  許家珠、魏煥志、賴平芳. . 中國: 陝西科學技術出版社. 2010年6月. ISBN 9787536947801 （中文（简体））.
3. ↑  Tuzov, Bogdanov, Devyatkin, Kaabak, Korolev, Murzin, Samodurov, Tarasov, 1997 Guide to the Butterflies of Russia and adjacent territories: Hesperiidae, Papilionidae, Pieridae, Satyridae Butts. Russia adj. terr. 1, 184

## 外部連結
- 维基共享资源上的相關多媒體資源：多眼蝶
- Kirinia epaminondas （页面存档备份，存于） - funet.fi
- Kirinia epaminondas （页面存档备份，存于） - collection of Siberian Zoological Museum